# Hatten
Hatten je občina v departmaju Bas-Rhin francoske regije Alzacija.
Leta 1990 je v občini živelo 1 691 oseb oz. 89 oseb/km².